# Lucas Sequeira
Lucas Sebastián Sequeira Almada (Montevideo, 11 giugno 2004) è un calciatore uruguaiano, attaccante del Cerro.

## Carriera
Ha iniziato a giocare a calcio con il Sud América, con cui ha debuttato in Segunda División il 4 marzo 2023 nell'incontro perso 1-0 contro l'Oriental. Ha segnato il suo primo gol il 6 maggio seguente decidendo la sfida contro il Bella Vista, terminando la sua prima stagione con una rete in 14 partite di campionato giocate; nel 2024 ha poi giocato ulteriori 10 partite nella seconda divisione uruguaiana.
Il 20 gennaio del 2025 è passato a parametro zero al Cerro, club di prima divisione, e l'8 febbraio ha debuttato in Primera División nella trasferta vinta 1-0 contro il Racing Montevideo.

## Statistiche

### Presenze e reti nei club
Statistiche aggiornate al 20 aprile 2025.
| Stagione        | Squadra         | Campionato      | Campionato | Campionato | Coppe nazionali | Coppe nazionali | Coppe nazionali | Coppe continentali | Coppe continentali | Coppe continentali | Altre coppe | Altre coppe | Altre coppe | Totale | Totale | Totale |
| Stagione        | Squadra         | Comp            | Pres       | Reti       | Comp            | Pres            | Reti            | Comp               | Pres               | Reti               | Comp        | Pres        | Reti        | Pres   | Reti   |        |
| --------------- | --------------- | --------------- | ---------- | ---------- | --------------- | --------------- | --------------- | ------------------ | ------------------ | ------------------ | ----------- | ----------- | ----------- | ------ | ------ | ------ |
| 2023            | Sud América     | SD              | 14         | 1          | CU              | 1               | 0               | -                  | -                  | -                  | -           | -           | -           | 15     | 1      |        |
| 2024            | Sud América     | SD              | 10         | 0          | CU              | 0               | 0               | -                  | -                  | -                  | -           | -           | -           | 10     | 0      |        |
| 2025            | Cerro           | PD              | 5          | 0          | CU              | 0               | 0               | -                  | -                  | -                  | -           | -           | -           | 5      | 0      |        |
| Totale carriera | Totale carriera | Totale carriera | 29         | 1          |                 | 1               | 0               |                    | -                  | -                  |             | -           | -           | 30     | 1      |        |